# Dlouhomilov
Dlouhomilov település Csehországban, Šumperki járásban. Dlouhomilov Libina, Brníčko, Hrabišín, Dolní Studénky, Rohle és Sudkov településekkel határos. Lakosainak száma 477 fő (2024. január 1.).

## Népesség
A település lakosságának változását az alábbi diagram mutatja:
| Lakosok száma | 982  | 1045 | 1031 | 681  | 491  | 458  | 476  | 482  | 478  | 477  |
|               | 1869 | 1890 | 1921 | 1950 | 1980 | 2001 | 2017 | 2019 | 2022 | 2024 |